# Gradište (Pirot)
Pour les articles homonymes, voir Gradište.
Gradište (en serbe cyrillique : Градиште) est un village de Serbie situé dans la municipalité de Pirot, district de Pirot. Au recensement de 2011, il comptait 77 habitants.

## Démographie
| 1948 | 1953 | 1961 | 1971 | 1981 | 1991 | 2002 | 2011 |
| ---- | ---- | ---- | ---- | ---- | ---- | ---- | ---- |
| 352  | 319  | 240  | 188  | 153  | 114  | 86   | 77   |

|  |